# Parchi nazionali della Costa Rica

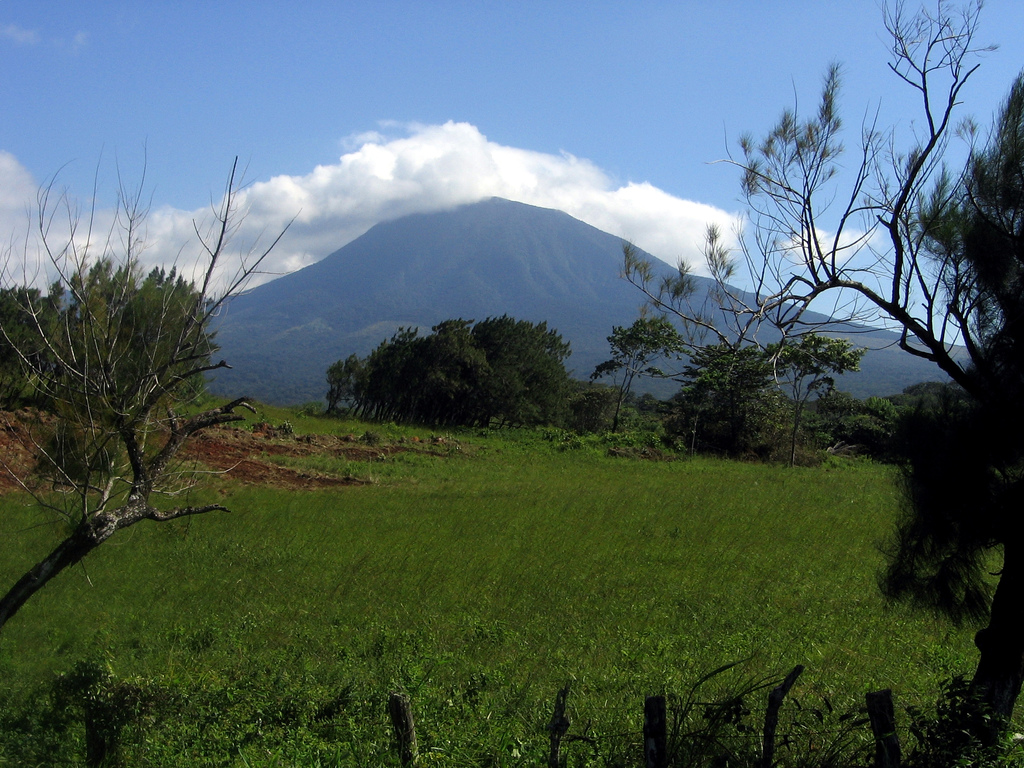
Parco nazionale di Guanacaste

In Costa Rica sono presenti 26 parchi nazionali e un totale di 161 aree protette (riserve biologiche, zone protette, foreste protette, rifugi, zone umide e altro) la cui area complessiva ammonta a 1.304.306 ha, pari al 25,58% della superficie totale del Paese.
Il ministero dell'ambiente (MINAE, Ministerio del Ambiente y Energía) sovrintende alla gestione dei parchi nazionali (623.771 ha complessivi, pari al 12,23% del territorio nazionale) tramite un apposito dipartimento denominato SINAC (Sistema Nacional de Áreas de Conservación).

## Elenco dei Parchi nazionali e riserve naturali della Costa Rica
| Nome                            | Provincia                | Superficie (ha) | Anno d'istituzione | Peculiarità                             |
| ------------------------------- | ------------------------ | --------------- | ------------------ | --------------------------------------- |
| Parco Internazionale La Amistad | con Panama               | 567.845         | 1990               | foresta pluviale                        |
| Barbilla                        | Cartago, Limón           | 11.900          | 1982               |                                         |
| Barra Honda                     | Guanacaste               | 2.300           | 1974               | caverne                                 |
| Braulio Carrillo                | San José                 | 50.000          | 1978               | biodiversità, vulcani spenti            |
| Cahuita                         | Limón                    | 1.100           | 1982               | fauna marina, barriera corallina        |
| Chirripó                        | Cartago, Limón, San José | 50.800          | 1975               | foresta pluviale in altura              |
| Isola del Cocco                 | Puntarenas               | 2.385           | 1997               | endemismo importante                    |
| Corcovado                       | Puntarenas               | 42.500          | 1975               | biodiversità, foresta pluviale          |
| Diria                           | Guanacaste               | 2.800           | 1991               | biodiversità, paesaggio                 |
| Guanacaste                      | Guanacaste               | 34.000          | 1991               | biodiversità, paesaggio                 |
| Juan Castro Blanco              | Alajuela                 | 14.500          | 1992               | biodiversità, foresta pluviale          |
| La Cangreja                     | San José                 | 1.900           | 1987               |                                         |
| Las Baulas                      | Guanacaste               | 2.800           | 1991               | nidificazione delle tartarughe marine   |
| Manuel Antonio                  | Puntarenas               | 1.624           | 1972               | biodiversità ambiente costiero e marino |
| Palo Verde                      | Guanacaste               | 18.400          | 1978               | uccelli tropicali                       |
| Piedras Blancas                 | Puntarenas               | 14.000          | 1991               | foresta, ambiente fluviale              |
| Rincón de la Vieja              | Guanacaste               | 14.200          | 1973               | complesso vulcanico                     |
| Santa Rosa                      | Guanacaste               | 38.674          | 1971               | savana, zona umida                      |
| Tapantí                         | Cartago                  | 58.300          | 1982               | foresta, ambiente fluviale              |
| Tortuguero                      | Limón                    | 38.674          | 1971               | nidificazione delle tartarughe marine   |
| Vulcano Arenal                  | Alajuela                 | 12.000          | 1991               | vulcano Arenal                          |
| Vulcano Irazú                   | Cartago                  | 2.000           | 1955               | vulcano Irazú                           |
| Vulcano Poás                    | Alajuela                 | 6.500           | 1971               | vulcano Poás                            |
| Vulcano Tenorio                 | Guanacaste               | 12.900          | 1976               | vulcano Tenório                         |
| Vulcano Turrialba               | Cartago                  | 1.600           | 1955               | vulcano Turrialba                       |